# Psectrosema dentipes
Psectrosema dentipes är en tvåvingeart som först beskrevs av Marikovskij 1961.  Psectrosema dentipes ingår i släktet Psectrosema och familjen gallmyggor.
Artens utbredningsområde är Kazakstan. Inga underarter finns listade i Catalogue of Life.